# Chicago Ogilvie Transportation Center

Das Richard B. Ogilvie Transportation Center (auf Netzplänen Ogilvie Transportation Center), ursprünglich als Chicago and North Western Terminal bezeichnet, ist ein Kopfbahnhof in der US-amerikanischen Metropole Chicago und neben der Union Station, der LaSalle Street Station und der Millennium Station einer der vier großen Bahnhöfe im Stadtzentrum.

## Geschichte
Die Chicago and North Western Railway erbaute den Bahnhof zwischen 1911 und 1912 als Ersatz für die Chicago Wells Street Station nach Plänen von Frost and Granger, welche sich auch für die neun Jahre zuvor errichtete LaSalle Street Station verantwortlich zeigten.
Für den Bau musste das Cassidy Tire Building um 52 Fuß nach Süden und 169 Fuß nach Osten verschoben werden. Unter der Leitung von Ingenieur Harry Steeler wurden die zur damaligen Zeit größte Hausverschiebung weltweit in Angriff genommen. Das Gebäude wurde 2022 abgerissen.
Bis 1955 war das Chicago and North Western Terminal Endpunkt von Union Pacific-Fernverkehrszügen aus San Francisco, Los Angeles, Portland, Milwaukee, Minneapolis oder Denver, ehe sie zur Union Station umgelegt wurden. Die Fernverkehrszüge der Chicago and North Western verblieben am Bahnhof und erhielten nach der Schließung der Grand Central Station Zuwachs durch die Verbindungen der Baltimore and Ohio Railroad und der Pere Marquette Railway. 1971 wurden die meisten Fernverkehrsverbindungen in den Vereinigten Staaten durch Amtrak übernommen, welche alle Verbindungen in der Union Station konzentrierte. Seither ist das Chicago and North Western Terminal ein reiner Regionalverkehrsbahnhof.
1984 wurde das Empfangsgebäude abgerissen und an seiner Stelle bis 1987 das 42-stöckige und 180 Meter hohe Citicorp Center (heute Accenture Tower) errichtet.
1991 übernahm die METRA den Bahnhof und lancierte Umbauarbeiten im Umfang von 138 Millionen US-Dollar während vier Jahren. 1997 wurde der Bahnhof zu Ehren von Richard B. Ogilvie, dem 35. Gouverneur von Illinois und ehemaligem Geschäftsleitungsmitglied der Chicago, Milwaukee, St. Paul and Pacific Railroad, in Richard B. Ogilvie Transportation Center umbenannt.

## Aufbau des Bahnhofs
Der Kopfbahnhof umfasst sechzehn Gleise an 8 Bahnsteigen. Um Abkreuzungskonflikte zu vermeiden, verkehren Züge der West Line vorwiegend von den Gleisen 1–5, diejenigen der Northwest Line auf den Gleisen 6–11 und diejenigen der North Line von den Gleisen 12–16. Zwischen den beiden vierspurig einfallenden Hauptlinien aus Norden und dem Bahnhof ist die Zufahrt sechsgleisig ausgebaut. Mehrere Spurwechsel erlauben einen flexiblen Betrieb.

## Verkehr
Das Ogilvie Transportation Center ist hinter der Union Station der zweitmeistfrequentierte Bahnhof Chicagos. In Nordamerika liegt er hinter Penn Station New York, Toronto Union Station, New York Grand Central Terminal, New York Jamaica Station und der Chicago Union Station auf Rang 6 und ist dabei hinter dem Grand Central Terminal und Jamaica der drittgrößte Bahnhof ohne Fernverkehrsanschluss und der zweitgrößte Bahnhof der USA außerhalb von New York City.
METRA
Der operative Bahnverkehr obliegt ausschließlich der Regionalverkehrsgesellschaft METRA:
- Union Pacific/North Line: Chicago Ogilvie Transportation Center–Kenosha
- Union Pacific/Northwest Line: Chicago Ogilvie Transportation Center–Harvard, McHenry
- Union Pacific/West Line: Chicago Ogilvie Transportation Center–Elburn

Stadtverkehr
Die Bahnsteige von Ogilvie sind direkt mit der Chicago L-Station Clinton verbunden, ebenso befindet sich die Station Washington/Wells drei Blocks entfernt. Auf der dem Haupteingang des Ogilvie Transportation Center gelegenen anderen Straßenseite der Madison Street befinden sich die Nordzugänge der Union Station. Ebenfalls in fußläufiger Entfernung befinden sich mit der LaSalle Street Station und der Millennium Station die anderen beiden großen Bahnhöfe Downtown Chicagos. In der Umgebung finden sich zahlreiche Bushaltestellen der Chicago Transport Authority.